# Schwandorf (distrito)
Schwandorf é um distrito da Alemanha, na região administrativa de Oberpfalz, estado de Baviera.

## Cidades e Municípios

Cidades e municípios no Landkreis Schwandorf

| Cidades | Mercados/Markt | Verwaltungsgemeinschaften                                                                                | Municípios |
| --- | --- | --- | --- |
| 1. Burglengenfeld 2. Maxhütte-Haidhof 3. Nabburg¹ 4. Neunburg vorm Wald¹ 5. Nittenau 6. Oberviechtach 7. Pfreimd¹ 8. Schönsee¹ 9. Schwandorf 10. Teublitz | 1. Bruck in der Oberpfalz 2. Neukirchen-Balbini¹ 3. Schwarzenfeld¹ 4. Schwarzhofen¹ 5. Wernberg-Köblitz 6. Winklarn¹ | 1. Nabburg 2. Neunburg vorm Wald 3. Oberviechtach 4. Pfreimd 5. Schönsee 6. Schwarzenfeld 7. Wackersdorf | 1. Altendorf 2. Bodenwöhr 3. Dieterskirchen 4. Fensterbach 5. Gleiritsch 6. Guteneck 7. Niedermurach 8. Schmidgaden 9. Schwarzach bei Nabburg 10. Stadlern 11. Steinberg am See 12. Stulln 13. Teunz 14. Thanstein 15. Trausnitz 16. Wackersdorf 17. Weiding |
| ¹ administrado por um Verwaltungsgemeinschaft | | | |